# 嘎玛乡
嘎玛乡（藏語：ཀ་རྨ་，威利转写：ka rma）是中国西藏自治区昌都市卡若区下辖的一个乡，位于区境北部，总面积498.93平方千米，2000年人口3507人。藏传佛教噶玛噶举派的祖寺噶玛寺位于境内，传统手工业发达，出产的唐卡画像在藏区名气很高，有“藏东匠人之乡”的美誉。全乡平均海拔3500米，是一个半农半牧乡，主要农牧产品有青稞、小麦、油菜、牦牛、黄羊、山羊、绵羊等。
2008年，嘎玛乡下辖10个村委会：瓦孜村、查拉村、当土村、鸟东村、江委村、也多村、香达村、达那村、嘎玛村、里土村。